# Bobby Bonds
Bobby Lee Bonds (ur. 15 marca 1946, zm. 23 sierpnia 2003) – amerykański baseballista, który występował na pozycji zapolowego. Ojciec Barry'ego Bondsa.
W 1964 roku podpisał kontrakt jako wolny agent z San Francisco Giants i początkowo występował w klubach farmerskich tego zespołu między innymi w Phoenix Giants, reprezentującym poziom Triple-A. W Major League Baseball zadebiutował 25 czerwca 1968 w meczu przeciwko Los Angeles Dodgers; w spotkaniu tym zdobył grand slama i stał się pierwszym baseballistą w XX wieku (drugim w historii Major League po Williamie Dugglebym), który dokonał tego osiągnięcia w debiucie. W 1969 został członkiem Klubu 30–30 zdobywając 32 home runy i 45 skradzionych baz (w późniejszym okresie pułap 30 home runów i 30 skradzionych baz osiągał jeszcze 4 razy w latach 1973, 1975, 1978 i 1979)
W 1971 po raz pierwszy wystąpił w Meczu Gwiazd. W sezonie 1973 miał najwięcej w National League zdobytych runów (131) i 39 zdobytych home runów, a w głosowaniu do nagrody MVP National League zajął trzecie miejsce za Pete’em Rose’em z Cincinnati Reds i Williem Stargellem z Pittsburgh Pirates.
Występował jeszcze w New York Yankees, California Angels, Chicago White Sox, Texas Rangers, Cleveland Indians, St. Louis Cardinals i Chicago Cubs. Zmarł 23 sierpnia 2003 w wieku 57 lat; miał raka płuca i nowotwór ośrodkowego układu nerwowego.
| Nagroda/wyróżnienie | Lata             | Źródło |
| 3× All-Star         | 1971, 1973, 1975 | [ 3 ]  |
| All-Star Game MVP   | 1973             | [ 10 ] |
| 3× Gold Glove Award | 1971, 1973, 1974 | [ 11 ] |